# Martinet de Cook
Espèce
Synonymes
- Cypselus pacificus cooki Harington, 1913
(protonyme)

Le martinet de Cook (Apus cooki) est une espèce d'oiseaux de la famille des Apodidae.
Elle était considérée, il y a peu de temps encore, comme une sous-espèce (Apus pacificus cooki) du martinet de Sibérie (Apus pacificus).
Son nom est attribué à John Pemberton Cook (1865-1924), officier forester et ornithologue britannique.

## Répartition
Cet oiseau vit en Asie : Thaïlande, Myanmar, Indochine et Hainan.